# 岳碑亭

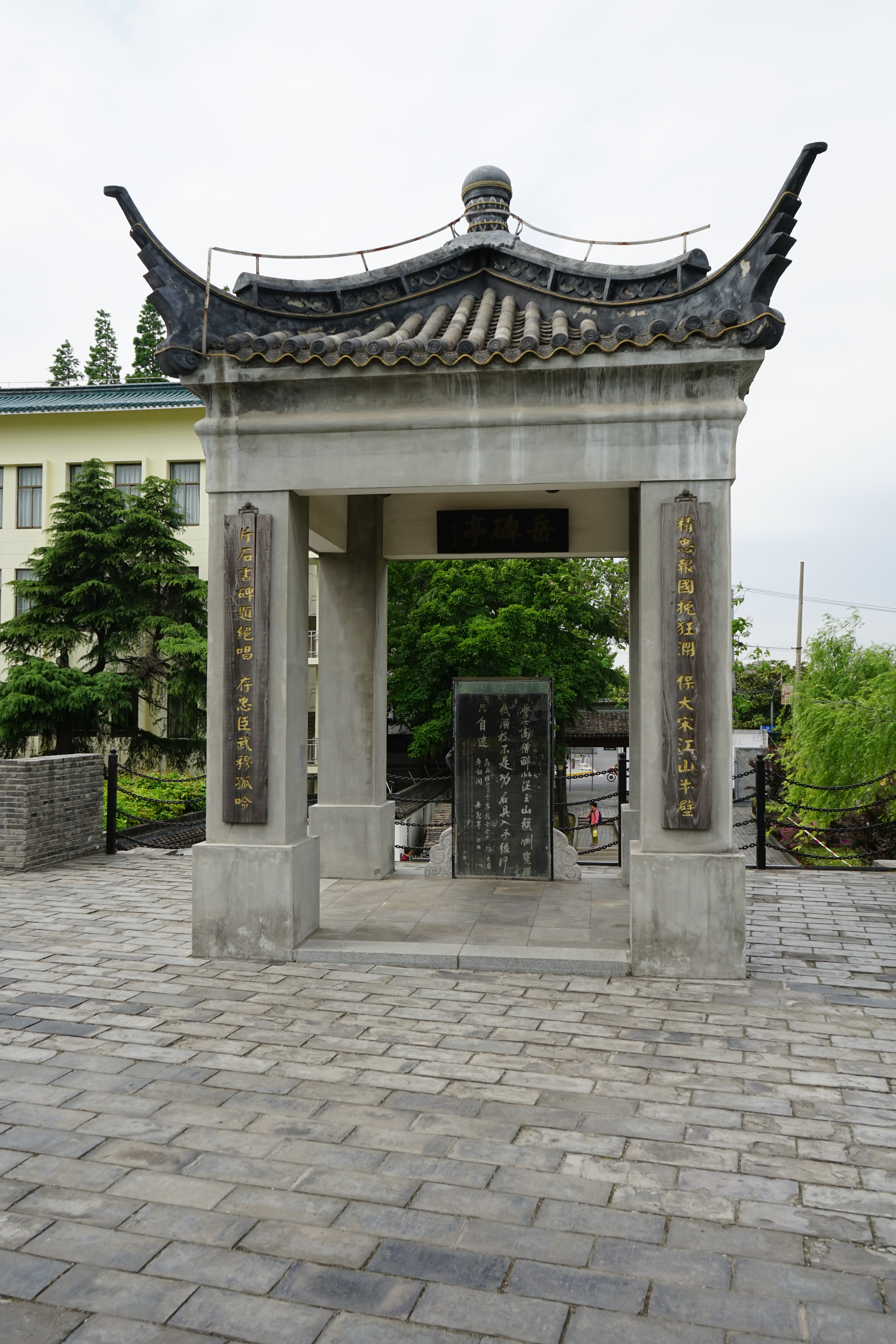
岳碑亭

岳碑亭是一座四角亭，位于上海川沙城墙之上，现为浦东新区文物保护单位。亭内岳碑高165cm，宽82cm，上刻署名岳飞的诗句。据清代《川沙厅志》，明代李梦龙与岳飞要好，岳飞手书诗帧赠给他。李的后裔了心在天台寺出家，因而寺内藏有大量岳王遗物。道光年间将岳飞墨迹刻于石上，后岳碑几经辗转，终于在1929年7月建亭予以安置。后香港的川沙同乡陶伯育于1987年捐款港币20万重修了古城墙及碑亭。 根据上海师范大学宋史研究会的研究，岳碑上并非岳飞真迹，而是假托，因为诗的内容及墨迹都与现存其他岳飞手稿不同。